# Brezovská dolina
Brezovská dolina je přírodní památka v katastrálním území obce Červený Kameň v okrese Ilava v Trenčínském kraji na Slovensku. Území bylo vyhlášeno v roce 1989 a má rozlohou 3,59 hektaru. Předmětem ochrany je ukázka kombinace sesuvu a vápnitých pěnovců s hodnotnými rostlinnými společenstvy.